# سه تا جاهل
سه تا جاهل فیلمی به کارگردانی و نویسندگی پرویز نوری محصول سال ۱۳۵۰ است.

## خلاصه داستان
«خان دایی» حاجی پولداریست که به هنگام مرگ به شرطی حاضر می‌شود کلید گنجینه‌اش را در اختیار فامیل بگذارد که فرزندان گمشدهٔ او را بر بالینش بیاورند...

## بازیگران
- منصور سپهرنیا
- محمد متوسلانی
- گرشا رئوفی
- لی‌لی
- مینا
- جهانگیر فروهر
- نیکتاج صبری
- عزت‌اله وثوق
- عبدالعلی همایون
- شهرزاد
- محسن آراسته
- غلامرضا سرکوب
- جمشید مشایخی